# Шлагентин
Шлагентин (нем. Schlagenthin) — деревня в Германии, в земле Саксония-Анхальт, входит в район Йерихов в составе городского округа Йерихов.
Население составляет 832 человека (на 31 декабря 2008 года). Занимает площадь 20,72 км².

## История
Первое упоминание о поселении относится к 1378 году.
1 января 2010 года, после проведённых реформ, Шлагентин вошёл в состав городского округа Йерихов в качестве района.

## Галерея

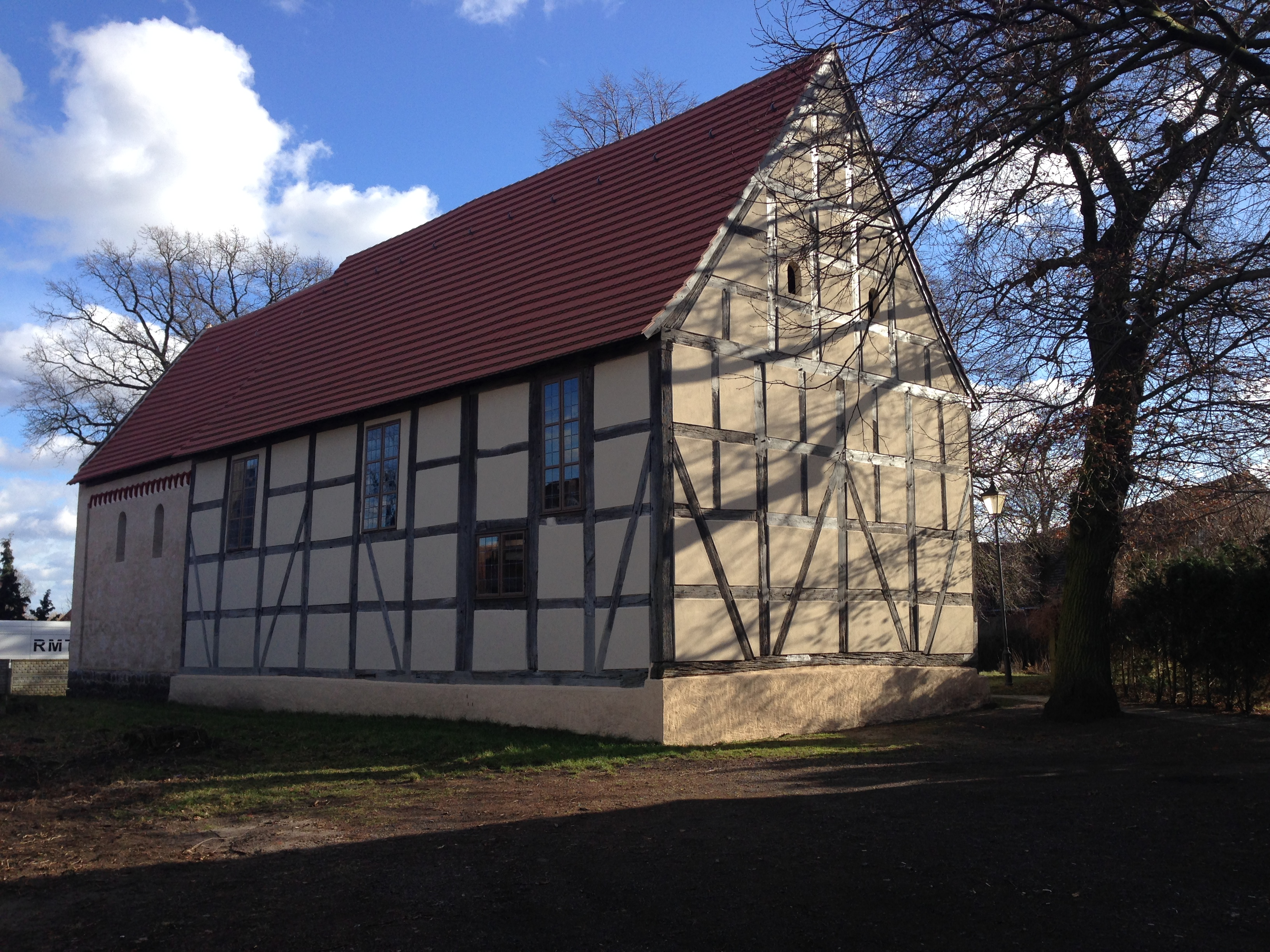
Церковь в Шлагентине
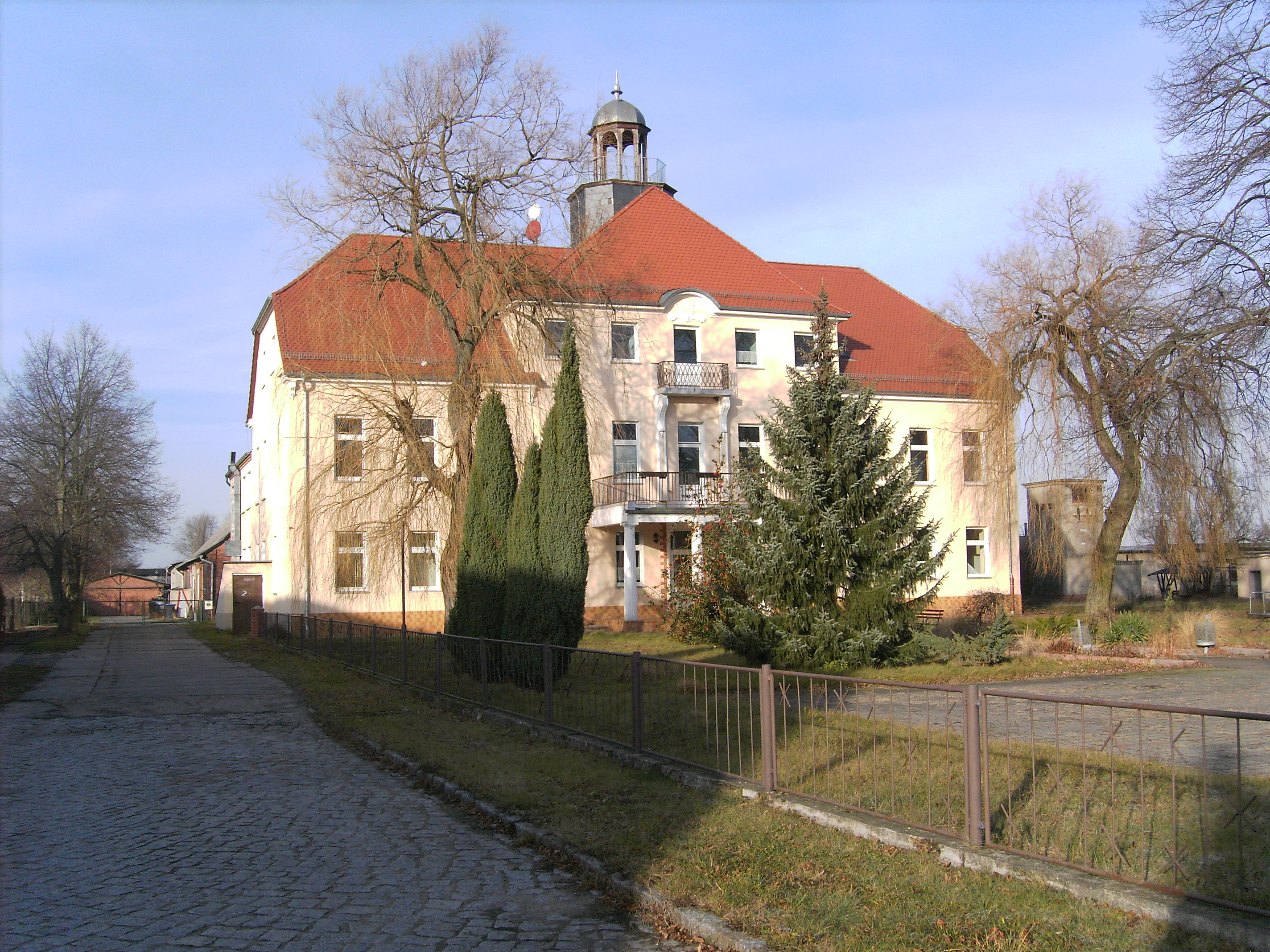
Усадьба в Шлагентине